# Joseph Stoffels

Weihbischof Joseph Stoffels

Joseph Stoffels (* 2. Oktober 1879 in Duisburg-Ruhrort; † 17. Oktober 1923 in Köln) war Weihbischof in Köln.

## Leben
Nach dem Besuch des Gymnasiums in Duisburg und dem Studium der Theologie in Bonn und München, empfing er am 28. März 1903 in Köln die Priesterweihe. Stoffels war als Kaplan an St. Alban und dann an St. Mauritius in Köln tätig und wurde 1908 in Bonn zum Dr. theol. promoviert. Noch im selben Jahr zum Domvikar ernannt, begleitete er den Kölner Weihbischof Joseph Müller auf seinen Firm- und Visitationsreisen. Gleichzeitig versah er die Stelle des Leiters der Registratur des Generalvikariates. Bereits 1909 wurde er zum Repetenten am Collegium Albertinum in Bonn ernannt und betätigte sich nun in der Priesterausbildung.
In dieser Zeit bat er Erzbischof Antonius Fischer, sich bei Heinrich Schrörs, dem Ordinarius für Kirchengeschichte an der Katholisch-Theologischen Fakultät der Universität Bonn, habilitieren zu dürfen, was der Erzbischof aber ablehnte. Diese Ablehnung richtete sich jedoch wohl kaum gegen die Person Stoffels’. Der Grund ist eher in der Person Schrörs’ zu sehen, mit dem der Erzbischof wegen dessen beharrlichen Engagements für den Grundsatz der wissenschaftlichen Ausbildung katholischer Theologen und gegen die damaligen Einflussversuche der deutschen Bischöfe auf die Hochschule eine öffentliche Auseinandersetzung hatte.
Nachdem Erzbischof Felix von Hartmann Stoffels 1913 als Direktor mit der Leitung des Theologenkonviktes beauftragt hatte, wurde er 1916 zum Pfarrer an St. Peter in Köln berufen. Hier war er gleichzeitig im diözesanen Aufgabenbereich des Generalvikariates tätig, bis ihn Erzbischof Karl Joseph Schulte 1921 aus seiner Pfarrei heraus und ins Kölner Domkapitel berief.
Am 11. November 1922 ernannte ihn der Papst zum Titularbischof von Adraa und Weihbischof in Köln. Die Bischofsweihe empfing er am 17. Dezember desselben Jahres durch Kardinal Karl Joseph Schulte. Mitkonsekratoren waren Bischof Heinrich Hähling von Lanzenauer (Titularbischof von Delcus) und Bischof Hermann Joseph Sträter (Titularbischof von Caesaropolis). Stoffels starb nach wenigen Monaten als Bischof im Alter von 44 Jahren.

## Schriften
- Die mystische Theologie Makarius des Aegypters und die ältesten Ansätze christlicher Mystik. Hanstein, Bonn 1908.